# Zetteln

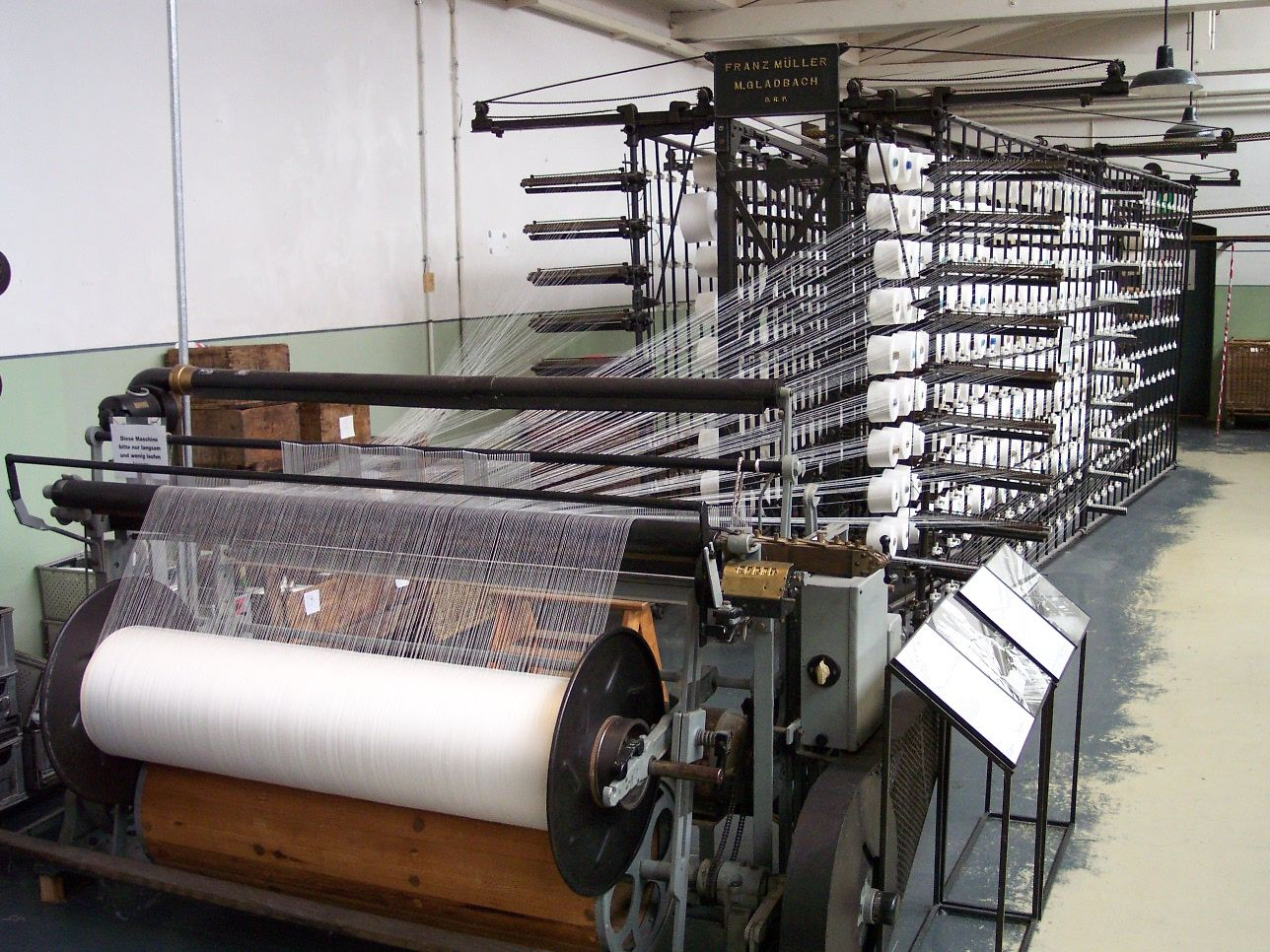
Zettelmaschine 05

Das Zetteln ist das parallele Aufwickeln von Fäden in Teilfadendichte der Kette auf einen Zettelbaum, in der Regel mit Abzug von einem Spulengatter. Da die Dichte der Fäden auf dem Zettelbaum niedriger ist als die gewünschte spätere Kettfadendichte, müssen die Fäden mehrerer Zettelbäume zu einer einzigen Kette auf einem Kettbaum zusammengeführt werden.
Das Zetteln eignet sich für sehr lange Ketten (bis zu 100 000 m), für unifarbene Ketten oder für fein gestreifte Ketten.
Für das Zetteln kommen Zettelmaschinen zum Einsatz, die nach dem Antrieb des Zettelbaumes eingeteilt werden können (Achsantrieb oder Umfangsantrieb). Es wird auch in Zettelmaschinen für das Zetteln von nicht-elastischen Fäden und von elastischen Fäden unterschieden. Beim Zetteln von Stapelfasergarnen kann die Arbeitsbreite zwischen 1800 und 2400 mm und der Baumdurchmesser zwischen 800 und 1400 mm liegen. Es sind Zettelgeschwindigkeiten von 1200 m/min erreichbar.